# Ош (аэропорт)

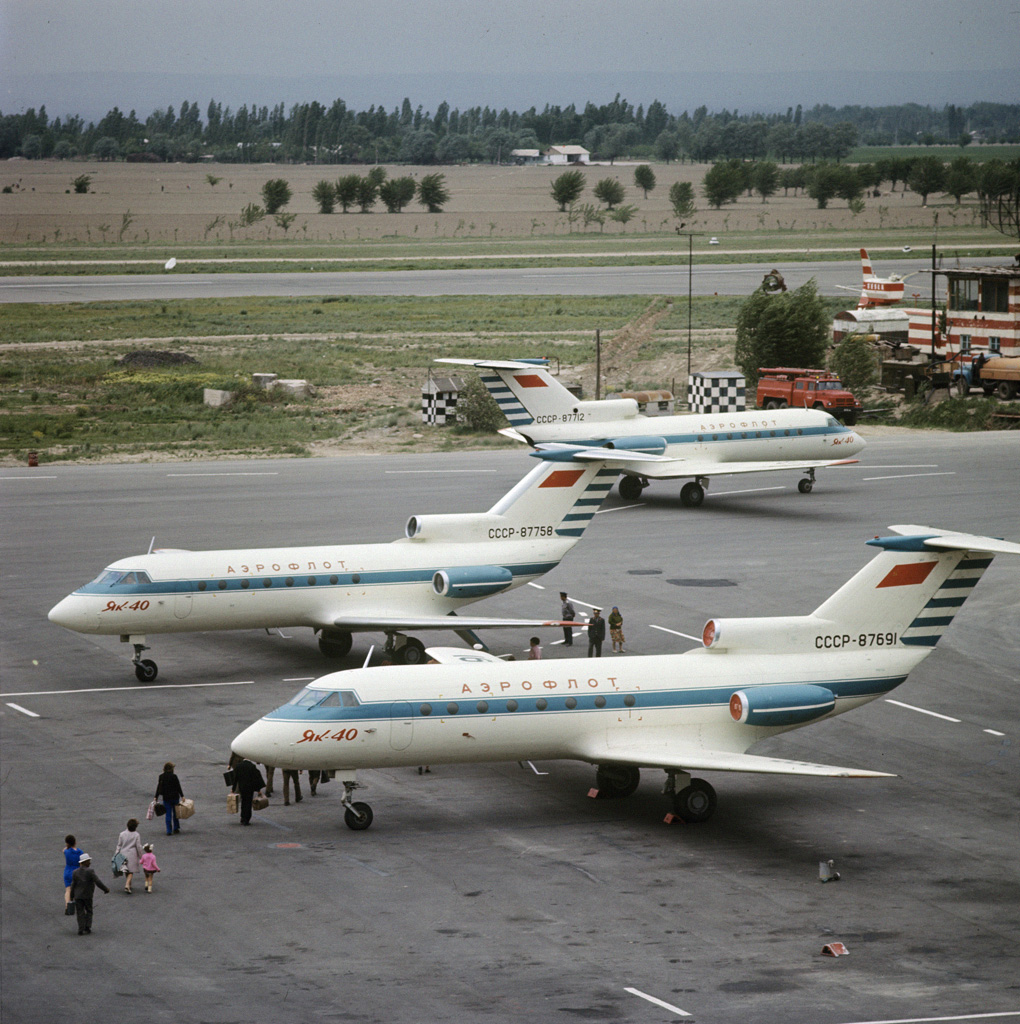
Самолёты Як-40 в аэропорту Оша, 1974

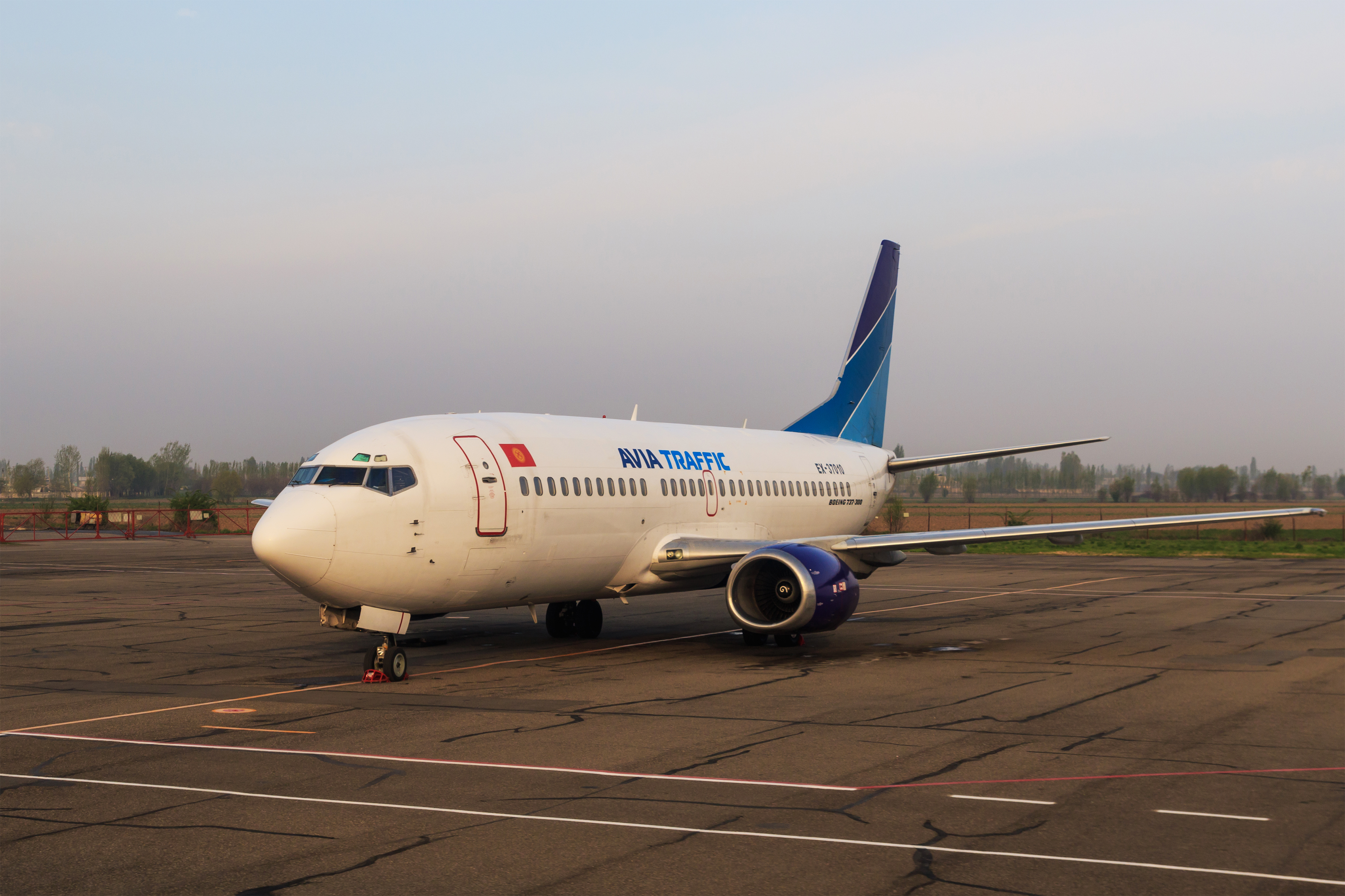
Боинг 737—300 Кыргызской Авиакомпании Avia Traffic Company в аэропорту Ош

Ош — один из крупнейших аэропортов Ферганской долины, подразделение ОАО «Аэропорты Кыргызстана». Расположен в 9 км севернее важнейшего города юга Кыргызстана — города Ош. Основное назначение международного аэропорта Ош — обеспечение потребностей в авиаперевозках южного региона Кыргызстана, центром которого является город Ош, расположенный на расстоянии от: Бишкека — 300 км, Ташкента — 322 км, от Намангана — 103 км, Андижана — 43 км. Высота над уровнем моря — 892 м. Аэродром относится к классу «Б» (МАК) и «4D» (ИКАО).

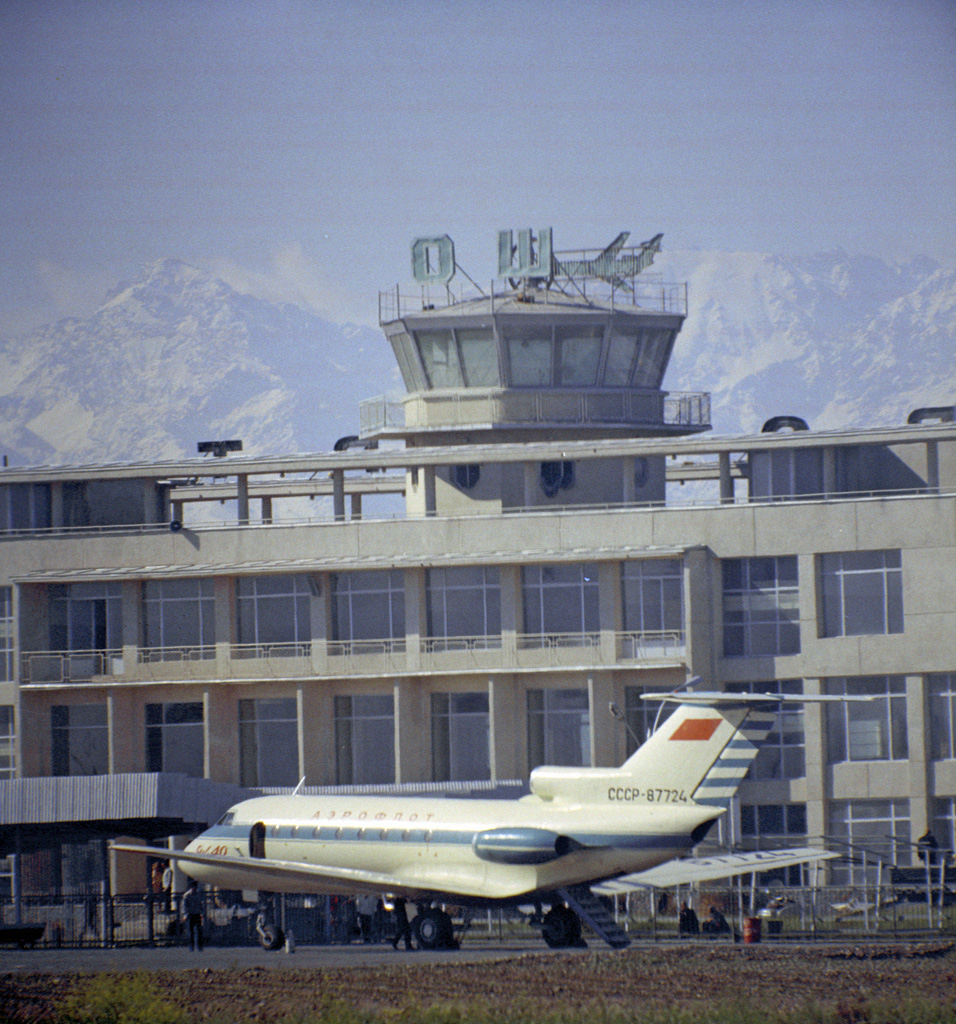
Як-40 на фоне гор и здания аэропорта, 1974

Режим работы — круглосуточный. Аэропорт Ош имеет три рулёжные дорожки. Перрон располагает 14 стоянками. Заведение самолётов на стоянку по необходимости осуществляется машиной сопровождения. Перрон аэропорта на данный момент имеет общую площадь 59200 кв. м. ИВПП имеет длину 3212 м, ширину 45 м.
Дата ввода в эксплуатацию — 1974 год. Международный сектор введён в эксплуатацию в 1992 году.
Основной эксплуатант: Avia Traffic Company.
В 2012 году аэропорт обслужил 835900 пассажиров, рост пассажирооборота по сравнению с 2011 годом составил 18 %.          В 2019 году завершилась реконструкция ИВПП, теперь общая длина полосы составляет 3212 м.

## Принимаемые типыВС
Ан-12, Ан-24, Ан-26, Ан-28, Ан-30, Ан-32, Ан-72, Ан-74, Ил-76, Л-410, Ту-134, Ту-154, Як-40, Як-42, Airbus A319, Airbus A320, Boeing 737(все модификации) Boeing 767 и др. типы ВС 3-4 класса, вертолёты всех типов. Классификационное число ВПП (PCN) 30/F/B/X/T.

## Авиакомпании и рейсы
На апрель 2025 года согласно расписанию Международного аэропорта Ош, обслуживаются рейсы следующих авиакомпаний: 